# Letana pyrifera
Letana pyrifera är en insektsart som beskrevs av Bei-bienko 1956. Letana pyrifera ingår i släktet Letana och familjen vårtbitare. Inga underarter finns listade i Catalogue of Life.